# Ruswortelvlieg
De ruswortelvlieg (Loxocera albiseta) is een vliegensoort uit de familie van de wortelvliegen (Psilidae). De wetenschappelijke naam van de soort is voor het eerst geldig gepubliceerd in 1803 door Schrank.